# Сомалійська Вікіпедія
Сомалійська Вікіпедія (сом. Wikipedia) — розділ Вікіпедії сомалійською мовою. Створена у 2004 році. Сомалійська Вікіпедія станом на 28 березня 2025 року містить 8309 статей, 40 361 зареєстрованого користувача, 91 активного дописувача, 1 адміністратора
. Загальна кількість сторінок в сомалійській Вікіпедії — 25 881, редагувань — 273 111, мультимедійні файли відсутні
. Глибина (рівень розвитку мовного розділу) сомалійської Вікіпедії середня і становить 47.2 пунктів
. 

## Історія
- Грудень 2006 — створена 100-та стаття[3].
- Червень 2010 — створена 1 000-на стаття[3].
- Червень 2011 — створена 2 000-на стаття[4].